# Amber Bradley
Amber Bradley, född den 19 maj 1980 i Wickham i Australien, är en australisk roddare.
Hon tog OS-brons i scullerfyra i samband med de olympiska roddtävlingarna 2004 i Aten.